# قورباغه درختی آرام
قورباغه درختی آرام (نام علمی: Pseudacris regilla) (به انگلیسی: Pacific tree frog) که با نام قورباغه هم‌سرای آرام (Pacific chorus frog) نیز شناخته می‌شود، نام یک گونه از تیره قورباغه‌های درختی حقیقی است. اين قورباغه در رنگ های مختلف اعم از سبز، قهوه ای مايل به زرد، قرمز، قهوه ای ديده می شود. بعلاوه، اين جانوران رنگ پوستشان را با توجه به رنگ محيط می توانند تغيير دهند. اين تغيير رنگ در چند دقيقه اتفاق می‌افتد.
دامنه پراکندگی‌اش از شمال‌باختری اقیانوس آرام آغاز شده و از شمال کالیفرنیا، اورگن و واشینگتن تا بریتیش کلمبیا در کانادا و جنوبِ دورِ آلاسکا امتداد دارد. این قورباغه‌ها از سطح دریا تا بیش از ۱۰ هزار فوت ارتفاع و در انواع گوناگون زیستگاه زندگی می‌کنند و در محیط‌های آبی تولیدمثل می‌کنند. آن‌ها به رنگ‌های سبز یا قهوه‌ای دیده می‌شوند و می‌توانند در بازه چند ساعت تا چند هفته رنگ خود را تغییر دهند.

## رده‌بندی
رده‌بندی این قورباغه تاریخچه‌ای پیچیده دارد. نخست در سال ۱۹۸۶ از سردهٔ Hyla به سردهٔ Pseudacris و سپس در سال ۲۰۱۶ به Hyliola منتقل شد (ارتقای یک زیرسرده که چندان پذیرفته نشده‌است). در سال ۲۰۰۶، رکوئرو و همکاران بر پایهٔ شواهد دی‌ان‌ای این قورباغه را به سه گونه تقسیم کردند. آن‌ها نام‌گذاری نادرستی برای دو جمعیت از سه جمعیت انجام دادند، اما پژوهش‌های بعدی نشان داد که نام درست (قدیمی‌ترین نام معتبر) برای جمعیت شمالی Pseudacris regilla، برای جمعیت مرکزی Pseudacris sierra و برای جمعیت جنوبی Pseudacris hypochondriaca است. این بازنگری بحث‌برانگیز بوده‌است ولی شواهد آن با تحقیقات دیگر تأیید شده و در این مقاله از آن پیروی شده‌است. منابعی مانند iNaturalist این طبقه‌بندی تازه را نپذیرفته و همهٔ این سه گونه را یک آرایه در نظر می‌گیرند.

## کالبدشناسی و ریخت‌شناسی

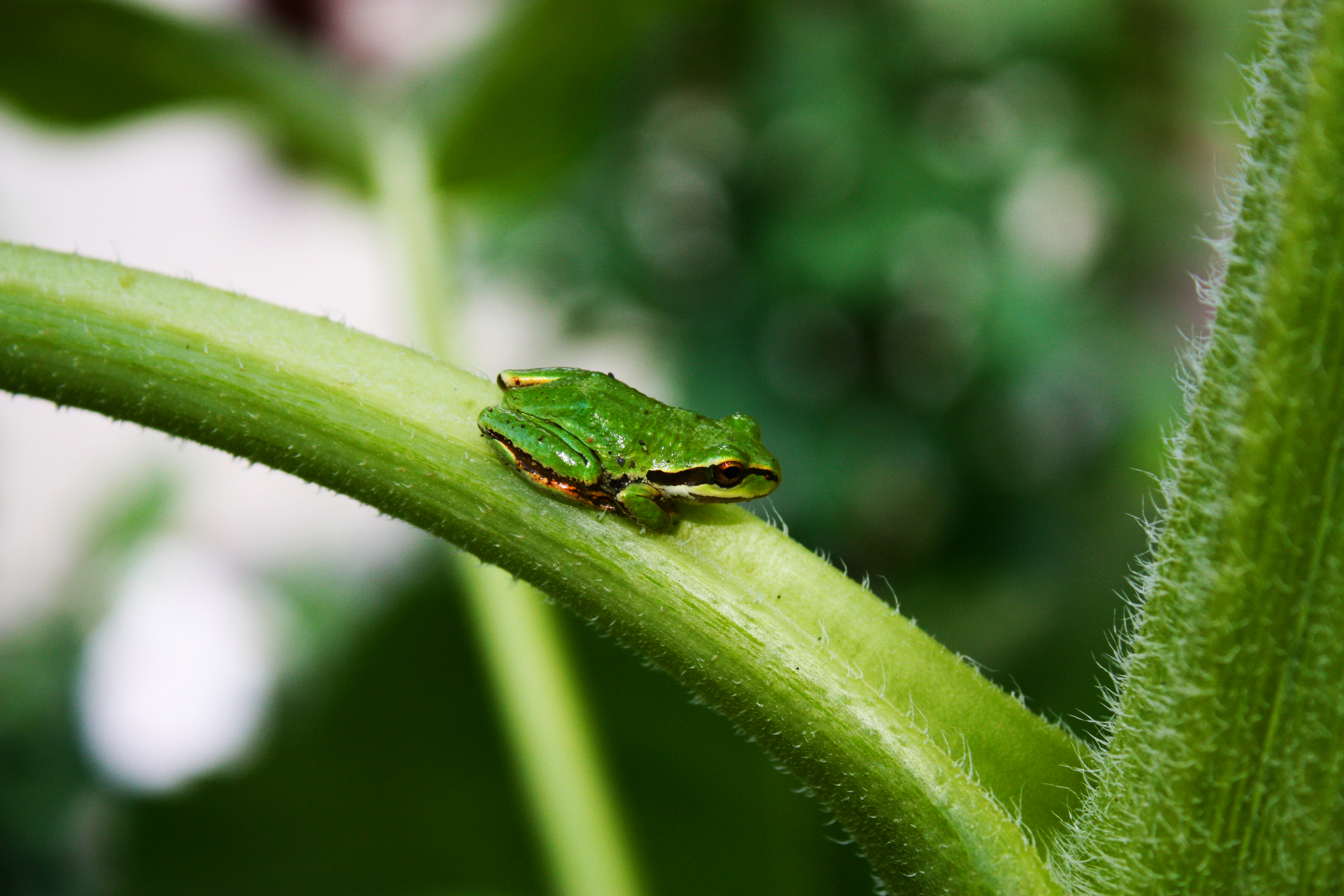
یک قورباغه درختی آرام (شکل سبز) روی دمبرگ برگ آفتابگردان، خلیج نانوس بریتیش کلمبیا

قورباغهٔ درختی آرام تا ۵ سانتی‌متر از پوزه تا اورواستایل رشد می‌کند. نرها معمولاً کوچک‌تر از ماده‌ها هستند و لکهٔ تیره‌ای بر گلو دارند که کیسه آوازی آن‌هاست و هنگام آواز کشیده می‌شود. این قورباغه‌ها در رنگ‌های گوناگونی مانند سبز، خاکی، سرخ‌فام، خاکستری، قهوه‌ای، کرم و سیاه دیده می‌شوند، ولی بیشتر سبز یا قهوه‌ای با شکم سفید یا روشن هستند. یک نوار تیره از نوک بینی تا پشت شانه از میان چشمشان می‌گذرد که ویژگی شناسایی آن‌هاست. پوستشان دارای برجستگی‌های ریز است، پاهای بلندی نسبت به بدن دارند و لاغر هستند. انگشتانشان بلند و کمی پرده‌دار است و در انتهای هر انگشت پد یا دیسک چسبنده‌ای برای بالا رفتن دارند. نرها یک انگشت اضافه و کم‌نمای دیگر روی شست بیرونی دارند که تنها در آمیزش به کار می‌رود. لقاح خارجی است.

## پراکندگی، زیستگاه و بوم‌شناسی
این قورباغه‌ها در ساحل اقیانوسی اورگن و واشینگتن بسیار رایج‌اند. همچنین در شمال کالیفرنیا، بریتیش کلمبیا، آیداهو و مونتانا یافت می‌شوند. یک جمعیت کوچک نیز در دهه ۱۹۶۰ به برکه‌ای در جزیره رِویلاگیگدو نزدیک کچیکان، آلاسکا معرفی شد. آن‌ها در زیستگاه‌های متنوعی از زیستگاه رودکناری تا جنگل، چمنزار، بوته‌زار، چراگاه و حتی مناطق شهری مانند برکه‌های حیاط زندگی می‌کنند. تخم‌هایشان ممکن است خوراک سمندر زبرپوست و دیگر دوزیستان شود.

## تولیدمثل، رشد و رفتار
فصل جفت‌گیری از زمستان تا بهار آغاز می‌شود و بسته به شرایط محلی متغیر است. نرها با آواز دسته‌جمعی ماده‌ها را به آب می‌کشانند. ماده‌ها تخم‌ها را به صورت توده‌های ۱۰ تا ۹۰ تایی روی گیاهان یا برگ‌های مرده در آب کم‌عمق می‌گذارند. نوزادها طی ۱ تا ۳ هفته از تخم بیرون می‌آیند و با پری‌فیتون، جلبک رشته‌ای، دیاتوم و گرده تغذیه می‌کنند. دگردیسی معمولاً ۲ تا ۲٫۵ ماه بعد رخ می‌دهد، ولی گاهی تا ۵ ماه طول می‌کشد. قورباغه‌های جوان معمولاً در همان فصل پس از دگردیسی جفت‌گیری می‌کنند و در اسارت تا ۸ سال عمر می‌کنند.
این قورباغه‌ها عمدتاً شب‌زی هستند، ولی گاهی روزها نیز دیده یا شنیده می‌شوند. شکارچیانشان شامل مارها، راکون‌ها، حواصیل‌ها و دیگر پرندگان و پستانداران کوچک است. بیشتر با حشرات و بندپایان تغذیه می‌کنند و از پدهای انگشتشان برای بالا رفتن و شکار استفاده می‌کنند. نرها انواع صداها، از جمله آوای «ریبیت» یا «کریک‌-اک» و آوای طولانی «کریییک» را تولید می‌کنند.

## دگرریخت‌های سبز و قهوه‌ای
پیش‌تر تصور می‌شد که رنگ بدن ثابت است، ولی اکنون مشخص شده که برخی می‌توانند بین سبز و قهوه‌ای جابه‌جا شوند یا الگوهای رنگی خود را تغییر دهند. این تغییر بر اثر روشنایی پس‌زمینه و تغییرات فصلی رخ می‌دهد و از چند ساعت تا چند هفته طول می‌کشد. رنگ پوست توسط کروماتوفورها تولید می‌شود. نوع نادر «آبی» نیز وجود دارد که احتمالاً ناشی از نقص تولید رنگدانه زرد در زانتوفورهاست.

## جهت‌یابی
پژوهش‌ها نشان داده‌اند که این قورباغه‌ها توانایی بازگشت به برکهٔ اصلی خود را دارند و احتمالاً از ترکیب حس‌های بویایی، شنوایی و حرکتی برای این کار بهره می‌برند.

## وضعیت حفاظتی
این قورباغه‌ها (با در نظر گرفتن دو گونهٔ بسیار نزدیک) رایج‌ترین قورباغه‌های ساحل باختری آمریکای شمالی هستند و تهدید حفاظتی جدی ندارند، هرچند گونه‌هایی مانند قورباغه سرخ‌پای کالیفرنیا در حال کاهش جمعیت‌اند.

## اهمیت منطقه‌ای
در سال ۲۰۰۷ این قورباغه به‌عنوان دوزیست رسمی ایالت واشینگتن برگزیده شد. همچنین گونه‌ای کلیدی است که بقای بسیاری از گونه‌ها، مانند مارهای بندجورابی، به فراوانی آن وابسته است.